# 五味美保
五味 美保（ごみ みほ、1969年9月16日 - ）は、日本のシンガーソングライター、作詞家、作曲家。本名同じ。埼玉県越谷市出身。血液型B型。

## 来歴
1989年5月25日、ワーナー・パイオニアからシングル「夏の終わり…」でデビュー。同年、MBSラジオ『ミュージックランデブー』でラジオデビューし、ラジオパーソナリティとしての活動も開始した。1991年にBMGビクターへ移籍し、翌1992年にトーラスレコードへ移籍。1994年、同じくトーラスレコードに所属していたLaLaとともにmoonを結成し、一時期moon名義で歌手活動をしていたが、翌1995年にリリースしたCDでは五味美保名義に戻っている。
1996年に病を患って入院し、2000年まで一時歌手活動を休業。その間はラジオ番組を主な活動の場とし、CDリリースはインディーズレーベルのブーンレコードを通じて行っていた（アーティスト契約は無し）。2000年の歌手活動再開時にWater Moon Recordsへ移籍。2001年、同じくWater Moon Recordsに所属していたGAANEとともにOceanを結成。2004年に株式会社ジャングル運営のpoplarへ移籍し、翌2005年に未知歌へ移籍した。2006年までに19枚のシングル、5枚のマキシシングル、16枚のアルバムを発表している。
また、1992年からは五味 千賀庫名義で別のアーティストたちへの楽曲提供もしていたが、1999年以降は歌手活動と同様に本名で活動するようになった。2003年には自身の楽曲「僕だけのピンナップガール」と「すてきなRadio」を山形県酒田市の商店街から生まれた女性アイドルグループ・SHIPにサウンドプロデュースし、ともに彼女たちによるカバーという形でリリースした。

## ディスコグラフィ
データはWater Moon Records、五味美保公式サイト内 gomi miho History からの参考。

### シングル
- 夏の終わり…（1989年5月25日、ワーナー・パイオニア）
- ベッドの中でラブソング（1989年10月10日、ワーナー・パイオニア）
- 恋のタイミング（1990年3月25日、ワーナー・パイオニア）
- Remember （1990年12月10日、ワーナー・パイオニア）
- 太陽の中の恋（1991年8月21日、BMGビクター）
- 臆病なBeat Girl （1991年10月21日、BMGビクター）
- 最後のわがまま（1992年3月21日、BMGビクター）
- 不思議な物語（1992年9月23日、トーラスレコード）
- 涙のレインボー（1993年1月20日、トーラスレコード）
- 君への道（1993年5月7日、トーラスレコード）
- 心のベル（1993年5月7日、トーラスレコード）
- 街の灯り（1993年12月8日、トーラスレコード）
- 僕のわすれもの（1994年3月16日、トーラスレコード）
- もう愛をはなさない（1994年6月29日、トーラスレコード） - moon名義でリリース。
- 僕だけのピンナップガール（1995年4月26日、トーラスレコード）
- 永遠の真夏（1995年6月7日、トーラスレコード） - 五味美保 & LaLa名義でリリース。
- 瞳の中のBlue Ocean （1995年10月25日、トーラスレコード）
- ONNA （1996年5月25日、トーラスレコード）
- すてきなRadio （1998年5月21日、ブーンレコード）

### マキシシングル
- あなたが降らせる雨（2000年11月22日、Water Moon Records）
- あした咲く花（2001年7月25日、Water Moon Records）
- 星降る夜には（2001年11月30日、Water Moon Records） - Ocean名義でリリース。
- 悲しいフレーズ（2002年3月27日、Water Moon Records） - Ocean名義でリリース。
- ガラスの地球（2002年4月、Water Moon Records） - "手塚治虫のCOSMO ZONE THEATER" 限定発売。

### アルバム
- MIND HOLIDAY （1989年6月25日、ワーナー・パイオニア）
- Miss Honey （1990年4月25日、ワーナー・パイオニア）
- One Day in My Love （1991年9月21日、BMGビクター）
- GOODBYE FRIENDS （1992年3月21日、BMGビクター）
- Rainy Days After （1993年5月26日、トーラスレコード）
- Single Heart （1994年1月26日、トーラスレコード）
- moon stone （1994年7月20日、トーラスレコード） - moon名義でリリース。
- Vacation Map （1995年9月7日、トーラスレコード）
- 後悔という愛し方（1996年6月26日、トーラスレコード）
- その季節はオレンジのごとく（1998年6月24日、ブーンレコード）
- LA-GOON （2001年3月21日、Water Moon Records）
- Oriental Café （2002年6月26日、Water Moon Records）
- Sweet in blue （2003年3月26日、Water Moon Records）
- Virgo （2003年10月29日、Water Moon Records） - ベストアルバム。
- LAMUNE （2004年8月11日、poplar）
- ゆらぎ（2005年8月10日、未知歌）

### CD未収録曲
- 口笛吹いたら（1993年、NHK『みんなのうた』放送曲）[1]

### 楽曲提供
- 遠野舞子（シングル「ダイヤモンドの輝き」「キスより美しく」）
- 國府田マリ子（アルバム『KISS』収録曲）
- 緒方恵美（アルバム『HALF MOON』『Marine Legend』『Winter Bird』収録曲）
- 久川綾（アルバム『Fantasy』収録曲）
- 丹下桜（アルバム『Love Stories』収録曲）
- étude prologue 〜揺れ動く心のかたち〜（イメージソングアルバム『エチュード虹組』収録曲）
- SHIP （シングル「少年mind/僕だけのピンナップガール」「笑顔/すてきなRadio」）

## 出演

### テレビ番組
- ビデオジョッキー（1989年、TBS）
- 日曜はパジャマ（1990年、新潟総合テレビ）
- ラジごめII金曜日の王様（1992年12月26日、中京テレビ）
- 5時SATマガジン（1992年12月26日、中京テレビ）
- 1994 夏 HAGURO （1994年、テレビユー山形）

### ラジオ番組
- ミュージックランデブー（1989年、MBSラジオ）
- 翔んでDoDoAMAMワイド（1990年、北陸放送）
- 本町通りのベティに捧ぐ（1993年、Date fm）
- Betty Street （1994年、Date fm）
- Radio Town （1995年、FM NACK5）
- JAKAJAN （1997年、TOKYO FM）
- DENCHI （1998年、Inter FM）
- カスタネット（1998年、エフエム山口）
- World Indies Festival （2004年8月11日、K-MIX）

### CM
- Hakuba47 （1992年・1993年、中京広域圏ローカルCM） - 中京テレビで放送。いくつかの楽曲がCMソングに起用されたほか、五味自身もCMに出演していた。
- 生活館 & Lapaz （1995年頃、山形県ローカルCM） - テレビユー山形で放送。本人出演のうえ、「僕だけのピンナップガール」を挿入歌に使用していた。
- Asahi自然観スノーパーク（1996年頃、山形県ローカルCM） - 本人出演のうえ、「Vacation Map」を挿入歌に使用していた。